# SHIS
De Stichting Hervormde Internaten voor Schippersjeugd is een stichting die sinds 1947 huisvesting, verzorging en opvoeding aan kinderen van ouders met een trekkend bestaan biedt. 

## Geschiedenis
De SHIS is een stichting die in verschillende steden plaats biedt aan kinderen en jongeren, van ongeveer 6 tot 18 jaar. Deze kinderen blijven binnen het internaat tijdens de schoolweken, omdat ook kinderen van schippers de leerplicht hebben. In weekenden en vakanties zijn de jongeren aan boord bij hun ouders. 

## Bezuinigingen
Laatste jaren wordt er door de overheid sterk bezuinigd op de opvang van schipperskinderen, hierdoor krijgt ook de SHIS het moeilijk. 
Ook staat de kwaliteit van de opvang in het geding bij sterke bezuinigingen.

## Locaties
Bij de SHIS zijn de volgende internaten aangesloten.
- Amsterdam - Prinses Beatrix (schippersinternaat)
- Groningen - Prinses Marijke (schippersinternaat)
- Lemmer - Het Kompas (schippersinternaat)
- Rotterdam - Prinses Irene Sportdorp (schippersinternaat)
- Rotterdam - Robbenoord (schippersinternaat)
- Terneuzen - Koningin Juliana (schippersinternaat)
- Zwolle - Prinses Margriet Aalanden (schippersinternaat)
- Zwolle - Prinses Margriet Holtenbroek (schippersinternaat)